# قرية سكانيتيليس (نيويورك)
قرية سكانيتيليس (بالإنجليزية: Skaneateles (village), New York)‏ هي منطقة سكنية تقع في الولايات المتحدة في نيويورك (ولاية). يقدر عدد سكانها بـ 2,450 نسمة .